# SNCB 21 sorozat
Az SNCB 21 sorozat egy belga Bo'Bo' tengelyelrendezésű villamosmozdony-sorozat. Az SNCB üzemelteti. Összesen 60 db készült belőle 1984 és 1987 között.